# Polyphonie X

Polyphonie X est une composition de Pierre Boulez, écrite en 1950-1951, pour 18 instruments divisés en sept groupes. Cette œuvre est en trois mouvements, d'une durée totale d'un peu plus de seize minutes.
C'est une des premières œuvres de Boulez dans sa période sérielle. Elle est composée peu de temps après Structure 1a, l'ouverture du duo pour piano du Premier livre des structures ,,. La création de Polyphonie X a lieu en 1951 pendant le festival de Donaueschingen et cause un scandale, la moitié de l'audience criant et imitant des cris d'animaux, l'autre lui répondant par des applaudissements et des bravos.
Le titre est souvent mal interprété comme ayant une signification algébrique. En fait le X désigne la notation du pluriel du fait du mélange de paramètres musicaux dans la partition. Le x signifie également un processus de croisement, comme celui des changements de timbres qui apparaissent au cours de la pièce.
Polyphonie X n'est jouée que deux fois, et seulement une fois dans son intégralité. Après avoir écouté l'enregistrement de la première, Boulez retire immédiatement son œuvre car il la considère comme trop théorique, en pensant la retravailler ultérieurement.
En 2007, l'œuvre n'a toujours pas été publiée. Seuls deux enregistrements existent : un enregistrement de la première par l'orchestre symphonique de la SWR de Baden-Baden et Fribourg-en-Brisgau dirigé par Hans Rosbaud, l'autre enregistrement interprété par l'orchestre symphonique de la RAI dirigé par Bruno Maderna (premier mouvement uniquement).

## Sources
- (en) Cet article est partiellement ou en totalité issu de l’article de Wikipédia en anglais intitulé « Polyphonie X » (voir la liste des auteurs).
- (en) Peter Heyworth (dir.), Pierre Boulez : A Symposium, Londres, Eulenburg Books, 1973 (ISBN 0-903873-12-5), « The first fifty years »
- (en) Dominique Jameux, Pierre Boulez, Cambridge, Massachusetts, Harvard University Press, 1991, 422 p. (ISBN 0-674-66740-9)
- (en) Peter Stacey, Boulez and the Modern Concept, Aldershot, Scolar Press, 1987, 151 p. (ISBN 0-85967-644-7)